# Drosophila orosa
Drosophila orosa är en tvåvingeart som beskrevs av Bock och Wheeler 1972. Drosophila orosa ingår i släktet Drosophila och familjen daggflugor.
Artens utbredningsområde är Thailand.